# Pergamí Sharrer
El pergamí Sharrer és un fragment de pergamí de la fi del segle xiii o començaments del xiv que conté set cantigues d'amor compostes pel rei de Portugal, Dionís I. Es troba a l'Arxiu Nacional de la Torre do Tombo, a Lisboa.

## Història
El fragment, el descobrí el 2 de juliol de 1990 el professor de la Universitat de Califòrnia, Santa Barbara, Harvey Leo Sharrer, a l'Arxiu Nacional da Torre do Tombo, a Lisboa. El pergamí formava part de l'enquadernació d'un llibre de registres notarials del s. XVI.
Constitueix, juntament amb el pergamí Vindel (descobert per Pedro Vindel el 1914) un dels dos únics documents que s'han trobat de cantigues galaicoportugueses amb notació musical i l'únic d'aquest tipus amb cantigues d'amor. És, a més a més, el manuscrit portuguès més antic de música profana en llengua vernacla conservat.

## Descripció
Fa 45,6 x 26,8 cm i està escrit per les dues cares a tres columnes. Està escrit en lletra gòtica rodona i cursiva, i la música, en notació pre-franconiana amb alguns trets propis. Quan es descobrí, el seu estat de conservació era prou pitjor que el del pergamí Vindel, i no ens ha arribat completa la música de cap de les seues set cantigues. El 1993, fou objecte d'una desastrosa restauració en què es perdé la major part de la notació musical, i se'n conserva només per fotografies anteriors a la restauració.
Podria ser un fragment del cançoner Livro das Trovas de Dom Dinis, que, com el nom indica, contenia composicions musicals del rei Dionís I de Portugal i fou copiat en el scriptorium reial.

## La música
Musicalment, les cantigues d'amor del pergamí Sharrer són prou diferents de les cantigues d'amic de Martín Codax trobades al pergamí Vindel. Contenen gran quantitat de melismes, amb una mitjana de tres notes per síl·laba i una major amplitud que les cantigues del pergamí Vindel, amb un rang proper a l'octava.
Les cantigues d'amor del pergamí són aquestes:
- Pois que vos Deus amigo quer guisar
- A tal estado m'adusse senhor
- O que vos nunca cuidei a dizer
- Que mui gran prazer que eu ei senhor
- Senhor fremosa son poss'eu osmar
- Non sei com me salv'a mia senhor
- Quix bem amigos i quer'e quereei

## Discografia
- 1994 - Cantigas from the Court of Dom Dinis. Devotional, satirical & courtly medieval love songs. Theatre of Voices. Paul Hillier. Harmonia mundi HMU 90 7129. Dades a medieval.org - (anglès)
- 2004 - Cantigas de amor e de amigo. Paula Ceremuzynska, Zofia Dowgiallo. Clau Records 3015. Dades a medieval.org - (anglès)